# Marius Postolache
Marius Postolache(n. 11 ianuarie 1984 în Timișoara) este un fotbalist român care în prezent joacă la USV Viehdorf pe postul de mijlocaș dreapta.
În martie 2006 a primit Medalia „Meritul Sportiv” clasa a II-a cu o baretă din partea președintelui României de atunci, Traian Băsescu, deoarece a făcut parte din echipa Rapidului care a obținut calificarea în sferturile Cupei UEFA 2005-2006.